# 恰拉 (印度城鎮)
恰拉（Chala），是印度古吉拉特邦Valsad县的一个城镇。总人口16244（2001年）。

## 人口
该地2001年总人口16244人，其中男性9400人，女性6844人；0—6岁人口2217人，其中男1187人，女1030人；识字率78.34%，其中男性为83.14%，女性为71.76%。